# RABミュージックCube
RABミュージックCube（アールエービー・ミュージック・キューブ）は、青森放送ラジオで放送されているラジオ番組。2001年ナイターシーズンにスタート。
2000年までは『歌謡曲ナイター』、『ポップス&スポーツ』、『ミュージック・イン・ハイフォニック』などがネット受けで放送されていた。

## 概要
『RABゴールデンナイター』が終了次第放送されるフィラー番組である。放送時間は水曜～金曜の21:00～22:00（2009年春から2017年春にかけては21:50まで、2021年までは火曜も放送していた）。2010年現在、実際は「RABゴールデンナイター」本編終了後CM無しで、20:59（以降5分刻みで繰り下げ）から番組を開始している。
土曜日は2006年度まで放送していたが、2007年度からはナイター中継が終了次第、生放送番組の『土曜ワラッター!』を放送するため放送がなくなった。『土曜ワラッター!』は2016年3月で終了したが、下記の理由により終了後もナイター中継を編成していないため、当番組の放送は行われていない。
土曜日と日曜日のナイター中継はTBSラジオで放送しているものをネットしていたが、TBSラジオが2009年度の放送をもって土日のナイター中継を終了したため、RABも週末のナイター中継を2010年以降は編成しなくなり、日曜日も放送されなくなった。
なお、TBSラジオでは2017年度をもってナイター中継から撤退し、RABでは2018年度からTBSラジオのナイター中継をネットしていた火曜日に『アフター6ジャンクション』を18:30～21:00にネット受けしているが、当番組は打ち切りにならず（弘前市での楽天イーグルス戦が火曜日に組まれた場合を含む）、『アフター6ジャンクション』終了後の21:00～22:00に放送していた（2021年まで）。また、2022年2月は、『アーサー・ビナード 午後の三枚おろし』（文化放送制作）の放送時間（16:50 - 17:00）にシリーズ番組「ラジオ放射線講座」（16:50 - 16:55・自主制作、再放送含む）を編成した関係で、余った5分間（16:55 - 17:00）に本番組を編成した。
番組は5分程度に区切られて、青森放送アナウンサーのアーティストや楽曲の簡単な紹介のあとに曲がかかる。ベテランアナウンサーから若手アナウンサーまでいろんなアナウンサーが曲を紹介している。
過去に収録したものは何度も繰り返して放送され、既にRABのアナウンス職から抜けている者が過去にアナウンサーだった頃に収録したものを放送することも少なくない。
現在のテーマ曲は、青森朝日放送のいずれも土日夕方の『お天気パレット』後期の放送と、現在夕方のニュース内の天気予報で使われているものと同じである。過去には『チャンネルボックスRAB』（番組案内）で使用していた曲（MALTAの「SWEETMAGIC」）が使用されていた。

## エピソード
- ナイターオフでも、平日の午後に5分番組として放送されることもある。朝の時間帯に『モーニングCube』としても放送される場合がある。なお、『朝ワイ!ダッシュ』開始以前は金曜 7:30 - 7:35に放送していた時期もあった。
- 2003年にはサザンオールスターズの曲しかかからない、「RABサザンCube」（アールエービーサザンキューブ）を放送したこともある（この年はサザンオールスターズがデビューして25周年だった）。

## 関連番組
- 栗山英樹のミュージックブルペン
- スポーツミュージアム

| スタブアイコン | サブスタブ | この項目は、まだ閲覧者の調べものの参照としては役立たない、ラジオ番組に関連した書きかけの項目です。この項目を加筆・訂正などしてくださる協力者を求めています（P:ラジオ/PJ:放送番組）。 |